# آنا دانووان
آنا دانووان (انگلیسی: Anne Donovan; ۱ نوامبر ۱۹۶۱ – ۱۳ ژوئن ۲۰۱۸) بازیکن بسکتبال اهل ایالات متحده آمریکا بود.
وی در مسابقات کشوری و بین‌المللی در مجموع برندهٔ ۹ مدال طلا، ۱ مدال برنز شده‌است.